# Leodonta
Leodonta es un género  de mariposas de la familia Pieridae. Se encuentra en el centro y sur de América.

## Especies
- Leodonta dysoni (Doubleday, 1847)
- Leodonta tagaste (Felder, C & R Felder, 1859)
- Leodonta tellane (Hewitson, 1860)
- Leodonta zenobia (Felder, C & R Felder, 1865)
- Leodonta zenobina (Hopffer, 1869)

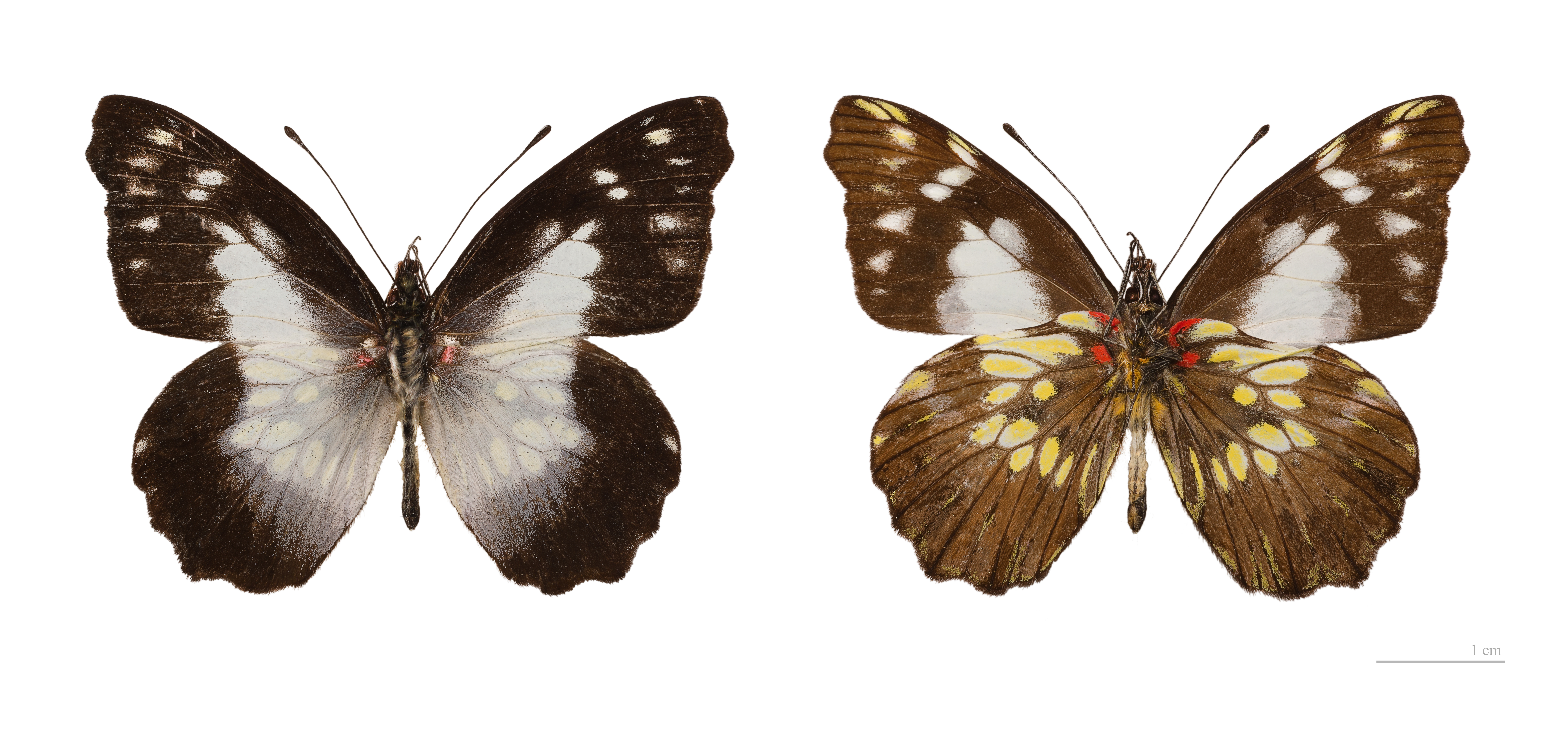
Leodonta tellane chiriquensis